# Sacra corona unita

Az olaszországi Puglia tartomány (pirossal kiemelve)

A Sacra corona unita (SCU, magyarul Egyesült szent korona) maffiatípusú, szervezett bűnözők alkotta csoportosulás Dél-Olaszországban, Puglia tartományban. Aktív működési területe különösen a tartomány központjára, Bari és Lecce városokra határolható be. 

## Háttér és aktivitás
A Sacra corona unita viszonylag új szerveződés, először 1983-ban hallatott magáról. A Camorrához hasonlóan a vallásos szimbolizmus fontos közösségalkotó sajátossága. Alapítója és vezetője, Giuseppe Rogoli piramis jellegű hierarchikus szervezetet hozott létre, amelyben a camorristi (katonák) állnak a piramis alján, felettük pedig a sgarristi (végrehajtók), a santisti, az evangelisti, majd a trequartino szintű tagok helyezkednek el. A szervezet feje a crimine. 
A Sacra corona unita kb. 50 klánból áll, amelyeknek hozzávetőlegesen 2000 tagja van összesen. A maffiacsoport cigaretta-, kábítószer-, fegyver- és embercsempészetre specializálta magát. Az SCU más bűnözőcsoportoktól jutalékot szed be, ha azok partra szállnak Olaszország délkeleti, adriai partjain, amely az ide vagy innen Horvátország, Bosznia-Hercegovina, Montenegró, Albánia felé irányuló csempészés egyik főbb tranzitállomása.
Az SCU pénzmosással, zsarolással, valamint politikai korrupciós ügyletekkel is foglalkozik. Az olasz rendőrség, valamint egyéb jelentések szerint az SCU más olaszországi, kolumbiai, orosz és ázsiai bűnözőcsoportokkal is együttműködik. E bűnszövetkezet állt több ezernyi albán állampolgár Olaszországba csempészése mögött is, s többek között albán nőket szállítottak prostitúciós céllal Olaszországba (esetenként „mai rabszolga-kereskedőknek” nevezik őket).

## Szimbolizmus
A Cosimo Capodieci nevű besúgótól kapott információk szerint a Sacra Corona Unita azért használja ezt a nevet, mert rózsafüzérre (olaszul: corona) emlékeztet. Az Unita (Egyesült) szó azt az eszmeiséget testesíti meg, mely szerint a tagok láncszemekként, szorosan kötődnek egymáshoz, akár a katolikus egyházban használt rózsafüzér darabjai.

## Riválisok
Az SCU belső problémái hozzájárultak ahhoz, hogy más, vele szembenálló bűnözői csoportosulások is létrejöhessenek:
- Remo Lecce Libera: Lecce városából való bűnözők hozták létre, s a ’Ndranghetán kívül minden más csoporttól függetlennek vallják magukat. A Remo név a Remo Morello nevű salentói bűnözőre utal, akit Campania tartománybeli maffiózók öltek meg, miután ellenzett és megakadályozott minden külső beavatkozást.
- Nuova Famiglia Salentina: 1986-ban a leccei De Matteis Pantaleo által alapított bűnözőcsoport.
- Famiglia Salentina Libera: az 1980-as években autonóm bűnözői csoportosulásként jött létre Salento vidékén, nincs kapcsolata e területen kívül működő csoportokkal.
- Rosa dei Venti: a belső viszályoktól meggyengült SCU mellett De Tommasi által 1990-ben a leccei börtönben alapított szervezet.